# Neo Rauch
Neo Rauch (Lipsia, 18 aprile 1960) è un pittore tedesco.

## Biografia
Neo Rauch nasce il 18 aprile 1960, a Lipsia, Germania orientale ed è uno dei maggiori artisti tedeschi contemporanei. I suoi genitori sono morti in un incidente ferroviario quando aveva quattro settimane di vita. È cresciuto con i nonni a Aschersleben. Ha studiato pittura alla Hochschule für Grafik und Buchkunst di Lipsia, in seguito è stato Masterstudent con il professor Arno Rink (1981-1986) e con il professor Bernhard Heisig (1986-1990).
Dopo la caduta della Repubblica Democratica Tedesca Rauch ha lavorato dal 1993 al 1998 come assistente di Arno Rink e Sighard Gille presso la Akademie Leipziger.
Dal 2005 fino al 2009, è stato professore alla Hochschule für Grafik und Leipziger Buchkunst. Con Timm Rautert è stato curatore per la mostra "Man muss sich beeilen, wenn man noch etwas sehen will..."("Si deve fare in fretta, se si vuole ancora vedere qualcosa ...") al Gut Selikum a Neuss.
Rauch lavora con la moglie e artista Rosa Loy in un ex mulino di cotone.
I dipinti di Rauch hanno un chiaro intento narrativo, ma, come suggerisce lo storico dell'arte Charlotte Mullins, ad un esame più attento le sue opere si presentano immediatamente allo spettatore con enigmi. Nelle sue opere la sua storia personale si interseca con la politica di alienazione industriale. Nel suo lavoro si riflette l'influenza del realismo socialista, di Giorgio de Chirico e di René Magritte, anche se Rauch esita a schierarsi con il surrealismo.

## Curiosità
L'attore americano Brad Pitt, oltre ad essere un suo grande estimatore, ne è anche un collezionista.

## Premi
- 1992 Renta-Preis 1992, Norimberga
- 1997 Kunstpreis der Leipziger Volkszeitung, Lipsia
- 2002 Vincent van Gogh Bi-annual award for Contemporary Art in Europe, Bonnefantenmuseum Maastricht, Paesi Bassi
- 2005 Kunstpreis Finkenwerder
- 2010 Stiftungspreis der ökumenischen Stiftung Bibel und Kultur 2010, Stoccarda